# 15 Big Ones
| Recensione                    | Giudizio |
| ----------------------------- | -------- |
| AllMusic                      | [ 1 ]    |
| Blender                       | [ 2 ]    |
| Christgau's Record Guide      | B        |
| Encyclopedia of Popular Music | [ 4 ]    |
| Pitchfork                     | 1.5/10   |
| The Rolling Stone Album Guide | [ 6 ]    |
| Piero Scaruffi                | 3/10     |

15 Big Ones è il ventesimo album in studio del gruppo musicale statunitense The Beach Boys, fu pubblicato nel 1976.
In questo album, Bruce Johnston aveva temporaneamente lasciato il gruppo, ma Brian Wilson era tornato a registrare con gli altri a pieno regime. Si tratta del primo LP sin dai tempi di Pet Sounds del lontano 1966, del quale Brian Wilson tornò ad occuparsi della produzione. Tuttavia le sessioni di registrazione si rivelarono problematiche, funestate da dissidi interni, divergenze artistiche, tempi ristretti, problemi di salute e interferenze da parte dello psicoterapeuta di Brian, Eugene Landy. Comunque, Brian successivamente si riferì a 15 Big Ones e al suo seguito del 1977, The Beach Boys Love You, come suoi album preferiti della band e più artisticamente rappresentativi del suo lavoro.
15 Big Ones è stato ristampato in formato CD in abbinamento con Love You.

## Descrizione

### Origine
Le sessioni per l'album iniziarono alla fine del 1974 allo studio Caribou Ranch (proprietà di James William Guercio) in Colorado e al Brother Studio di Santa Monica con previsione di pubblicazione per i primi mesi del 1975. Anche se Brian fu attivamente coinvolto in queste fasi iniziali di lavorazione dell'opera, l'uscita del disco dovette essere rimandata. Molti dei nastri furono accidentalmente distrutti in un incendio al Caribou Ranch nel quale lo studio andò completamente a fuoco; soltanto i pochi nastri che erano stati portati in precedenza al Brother Studio sopravvissero.
Nel 1975, la compilation di successi dei Beach Boys Endless Summer stava vendendo molto bene e la band (senza Wilson) era in tournée da diversi mesi, impegnata a fare molti concerti in tutti gli USA per promuovere il disco. Alla fine di gennaio del 1976, i Beach Boys tornarono in studio, con Brian Wilson nuovamente in veste di produttore artistico. Egli avrebbe voluto che il gruppo incidesse un album di "vecchi classici", ma i suoi fratelli Carl e Dennis non furono d'accordo, pensando che un album di nuove canzoni originali sarebbe stato molto meglio commercialmente. Mike Love e Al Jardine volevano che il disco uscisse più velocemente possibile per sfruttare l'ondata della loro rinnovata popolarità. Ad un certo punto durante le sessioni, venne deciso che l'album sarebbe stato un doppio LP: un vinile di standard ed un altro di materiale originale. Alla fine, venne raggiunto un compromesso in base al quale il nuovo album sarebbe stato singolo ma costituito in parte da cover di vecchi successi e in parte da originali, soluzione che però lasciò perplessi i due fratelli più giovani di Brian.

### Registrazione
All'epoca della registrazione di 15 Big Ones, i Beach Boys erano in ritardo di tre album nel loro contratto con la Warner Bros. Alla fine del 1975, Wilson si sottopose volontariamente alla terapia psichiatrica 24 ore su 24 del dott. Eugene Landy. Incoraggiati dai risultati positivi del trattamento di Landy, Stephen Love e i compagni di band di Wilson gli chiesero di produrre l'album che sarebbe diventato 15 Big Ones. Egli non era più stato accreditato come unico produttore di un LP dei Beach Boys fin dai tempi di Pet Sounds (1966).

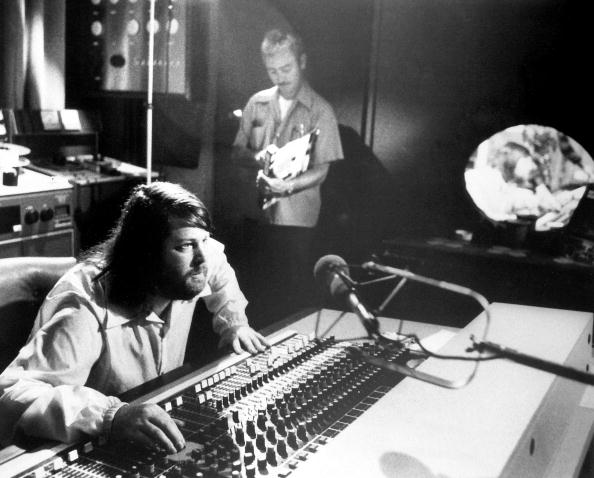
Brian Wilson (a sinistra) dietro il bancone di missaggio ai Brother Studios con l'ingegnere del suono Stephen Moffitt sullo sfondo, gennaio 1976 circa

Le principali sessioni per 15 Big Ones si svolsero dal 30 gennaio al 15 maggio 1976 ai Brother Studios. I tecnici dello studio Stephen Moffitt ed Earle Mankey, quest'ultimo ex membro degli Sparks, furono arruolati per il progetto. Carl e Dennis assistettero Brian per le basi strumentali, mentre Al Jardine e Mike Love contribuirono solo dal punto di vista vocale. Le riunioni del gruppo furono supervisionate da Landy. Il road manager della band, Rick Nelson, riconobbe che Landy aveva tentato di esercitare un controllo artistico indesiderato sul gruppo. Nel 1988 Landy rimarcò nel corso di un'intervista: «Brian e io abbiamo fatto quell'album insieme».
Secondo il biografo Peter Ames Carlin, una delle caratteristiche "più angoscianti" delle registrazioni è la qualità del canto di Wilson. Carlin scrive che il "potente ma tenero falsetto" di Wilson era degenerato in "un gracidio baritonale". Nelle sue memorie del 2016, I Am Brian Wilson, si afferma che abbia sofferto di un attacco di laringite durante le sessioni, aggiungendo che la sua voce roca nell'album non era la sua "voce normale [...] Era una voce presunta."

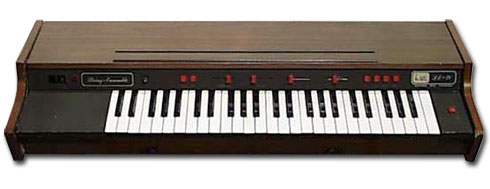
Un sintetizzatore ARP String Ensemble utilizzzato in molte delle tracce dell'album

15 Big Ones si distingue per l'uso di sintetizzatori Moog e ARP, suonati dallo stesso Wilson, che conferiscono un suono più ricco di elettronica rispetto alle sue produzioni precedenti. Mankey ipotizzò che Wilson avesse utilizzato i sintetizzatori "per simulare le parti d'archi [...] e non doversi preoccupare di nient'altro. Era lì per suonare la parte e poi uscirne".
Dopo due giorni trascorsi nello studio, durante i quali la band registrò Palisades Park e Blueberry Hill, le sessioni subirono uno stop temporaneo a causa di disaccordi riguardo alla direzione artistica da dare all'album. Secondo Brian: «Ho iniziato a cambiare idea [sulla produzione dell'album], e loro mi hanno detto: "Dai, dai, Brian. Non puoi fermarti». Mankey disse: «Era davvero teso in studio. Brian arrivava verso le nove o le dieci del mattino. Un giorno facevano qualcosa, e il giorno dopo non facevano altro che litigare». Ricordava inoltre che Wilson aveva avuto difficoltà a interagire con musicisti che non conosceva, definendo quelle "le sessioni più veloci di sempre". [...] Alla fine della canzone Brian diceva: "Fantastico, ragazzi!" e si dirigeva verso la porta."
Gli altri membri della band faticarono ad adattarsi all'approccio ormai casuale di Brian alla produzione musicale. Carl Wilson disse: «Credo che Brian stesse consapevolmente sottoproducendo l'album e che fosse una sua scelta: ci siamo rimessi a lui. Ma quando abbiamo votato per fare in quel modo con quelle canzoni in particolare, ho lasciato lo studio lì sul posto perché ero molto deluso». Senza l'autorizzazione di Brian, i membri della band in seguito perfezionarono i missaggi in opposizione alla sua estetica di produzione "asciutta". Jardine riferì che lui e gli altri avevano ritenuto che Brian, in quel momento, non avesse la competenza per produrre da solo l'album.
Un giornalista di Newsweek riportò che Jardine e Mike Love erano "tutti a favore del fatto che Brian prendesse il controllo completo, anche se Love non fa mistero del suo risentimento nei suoi confronti". Mankey ricordava che tutti in studio erano dispiaciuti per Brian e si erano offerti di aiutarlo a migliorare il suo lavoro, tranne Love e Jardine, che "pensavano semplicemente che fosse una schifezza. Si presentavano e dicevano che era terribile".
Dennis Wilson in seguito si lamentò di essere rimasto "assolutamente insoddisfatto delle cover dei vecchi classici", sostenendo che il materiale doveva invece essere interamente originale, dato che erano disponibili numerose composizioni di Brian Wilson. Egli disse: «Steve Love, Mike Love e Alan Jardine stavano spingendo per pubblicarlo, è stata solo una grande forzatura. [...] Carl ed io eravamo davvero sconvolti». Stephen replicò sottolineando la necessità di uscite tempestive per soddisfare le richieste aziendali e lo slancio del mercato, anche se ciò significa compromessi artistici. Mike non credeva che i limiti di tempo fossero la causa dei "punti deboli" dell'album, spiegando che non era stato reso pubblico che Carl aveva sofferto di "un debilitante infortunio alla schiena" e che si era "curato da solo bevendo".
Le sessioni ripresero all'inizio di marzo. Alla fine, si giunse a un compromesso, con l'album che includeva un mix di cover e brani originali. Brian raccontò a un intervistatore: «15 Big Ones era nato come un album di soli vecchi pezzi, ma poi li abbiamo finiti. A metà lavoro, Mike Love decise di fare il disco metà vecchio e metà nuovo. All'inizio non mi piaceva l'idea, ma ci costrinse letteralmente a fare a modo suo. Ci rimasi male.» Quando le sessioni terminarono, il gruppo aveva registrato circa due dozzine di canzoni diverse, per lo più reinterpretazioni di vecchi successi di altri artisti.

### Copertina e artwork
Group Therapy ("terapia di gruppo") era stato uno dei titoli proposti da Dennis o Brian per l'album. Nel 2016 Brian scrisse nelle sue memorie: "Era il nome di una band in cui suonava Ray Kennedy negli anni '60, e forse mi era rimasto in testa, ma ci ho pensato soprattutto perché riassumeva tutto quello che stava succedendo in quel periodo." Il titolo fu scartato in favore di 15 Big Ones dietro suggerimento di Dean Torrence, che si riferiva sia al numero di tracce sul disco sia al quindicesimo anniversario del gruppo.

Il grafico Dean Torrence utilizzò il logo dei giochi olimpici come ispirazione per la grafica di copertina di 15 Big Ones

15 Big Ones venne confezionato con un'immagine di copertina che mostrava le foto dei singoli membri della band all'interno di cinque anelli intrecciati, simili al logo dei Giochi olimpici. Si trattava di un riferimento intenzionale al fatto che il 1976 era stato l'anno delle Olimpiadi. Con questa uscita fu introdotto per la prima volta un logo che mostrava il nome della band, disegnato da Torrence, che divenne il logo ufficiale dei Beach Boys fino agli anni 2010.
A proposito della copertina del disco, Mike Love disse: «Le immagini di Brian, Dennis, Carl, Al e me in cinque cerchi intrecciati avrebbero potuto essere una metafora per cinque membri della band uniti da uno scopo comune, o per cinque ragazzi che vivono nei loro mondi separati. Nel nostro caso, era entrambe le cose».

## NBC TV: "Failure to Surf"
Data la rinnovata attenzione dei media nei loro confronti, i Beach Boys, parteciparono ad uno speciale televisivo della NBC. Uno dei momenti migliori dello speciale fu l'esecuzione del brano That Same Song insieme al coro Alexander Hamilton Double Rock Baptist Choir, dove Brian sembra essere più a suo agio di quanto in realtà fosse. Egli apparve molto più insicuro nello sketch comico "Failure to Surf" nel quale i "poliziotti del surf" Dan Aykroyd e John Belushi buttavano giù dal letto Brian per portarlo in accappatoio a fare surf in spiaggia.
Dopo lo show, il gruppo si imbarcò in un grosso tour in giro per gli Stati Uniti, con svariati concerti ai quali partecipò anche Brian.

## Pubblicazione
Il disco venne pubblicato alla fine di giugno, e raggiunse la posizione numero 8 negli Stati Uniti restando in classifica per ben 27 settimane e aggiudicandosi un disco d'oro. In Gran Bretagna l'album raggiunse la posizione numero 31. 15 Big Ones fu l'album dei Beach Boys di maggior successo negli Stati Uniti in oltre dieci anni, anche se il responso critico non fu altrettanto entusiasta.
Per sottolineare la ripresa di Brian e il suo ritorno come compositore e produttore, Stephen Love ideò una campagna promozionale con la tagline «Brian Is Back!» ("Brian è tornato!").

## Tracce
1. Rock and Roll Music – 2:29 (Chuck Berry) – 1
2. It's OK – 2:12 (B. Wilson, M. Love) – 1
3. Had to Phone Ya – 1:43 (B. Wilson, M. Love) – 2
4. Chapel of Love – 2:34 (Spector, Barry, Greenwich) – 3
5. Everyone's In Love With You – 2:42 (Mike Love) – 1
6. Talk to Me – 2:14 (Joe Seneca) – 4
7. That Same Song – 2:16 (B. Wilson, M. Love) – 3
8. T M Song – 1:34 (B. Wilson) – 5
9. Palisades Park – 2:27 (Chuck Barris) – 4
10. Susie Cincinnati – 2:57 (Al Jardine) – 5
11. A Casual Look – 2:45 (Ed Wells) – 1-5
12. Blueberry Hill – 3:01 (Lewis, Stock, Rose) – 1
13. Back Home – 2:49 (B. Wilson, Bob Norberg) – 3
14. In the Still of the Night – 3:03 (Fred Parris) – 6
15. Just Once In My Life – 3:47 (Spector, King, Goffin) – 3-4

### Specifiche esecutori
- 1 con Mike Love come voce solista
- 2 con tutti i Beach Boys come voci soliste
- 3 con Brian Wilson come voce solista
- 4 con Carl Wilson come voce solista
- 5 con Al Jardine come voce solista
- 6 con Dennis Wilson come voce solista

## Formazione
The Beach Boys
- Al Jardine – voce (3, 8, 10–11) e cori, chitarra (10)
- Mike Love – voce (1–3, 5, 11–12) e cori, arrangiamento (2, 5)
- Brian Wilson – voce (3–4, 7, 13) e cori, organo (1–2, 6–9, 12–13, 15), piano (1–4, 6–7, 9, 11, 14–15), Moog bass (1-2, 4, 6, 13–15), ARP synthesizer (1), ARP String Ensemble (4–5, 14–15), basso (10), armonica (10), campane (13), arrangiamento (1–3, 6–15)
- Carl Wilson – voce (3, 6, 9, 15) e cori (1–3, 5–7, 9–15), chitarra (2, 4–5, 10, 12–13), basso (5–6, 11), sintetizzatore (9), scacciapensieri (13), percussioni (13, 15)
- Dennis Wilson – voce (3, 14) e cori (1–3, 6, 10, 12, 14), batteria (1–8, 11, 13–15), percussioni (11), vibrafono (8)

Musicisti aggiuntivi
- Ron Altbach – piano (5), clavicembalo (5), fisarmonica (7)
- Ed Carter – chitarra (1, 3, 5–8, 11, 15)
- Billy Hinsche – chitarra (1, 3, 6, 8, 11, 15)
- Daryl Dragon – clavinet (10), arrangiamento vocale (5)
- Dennis Dragon – batteria (10)
- Ricky Fataar – batteria (2), percussioni (15)
- Bruce Johnston – cori (10, 15), piano (12)
- Charles Lloyd – flauto (5)
- Toni Tennille – cori (5)
- Marilyn Wilson – cori (1–3, 7)
- Roy Wood (accreditato come "Roy Wood and Wizzard") – sassofono (2)
- Mike Altschul – sassofono (1, 4), clarinetto (1)
- Ben Benay – chitarra (9)
- Hal Blaine – batteria (9, 12)
- Jerry Cole – batteria (9)
- Steve Douglas – sassofono (1, 3–9, 12), corno (11), flauto (8)
- Dennis Dreith – saxophone (1, 4), clarinetto (1–3)
- Tim Drummond – basso (7)
- Gene Estes – percussioni (6)
- Carl L. Fortina – fisarmonica (9, 12)
- Jim Hughart – contrabbasso (12)
- Jules Jacobs – clarinetto (2–3)
- Plas Johnson – sassofono (9)
- Jackie Kelso – sassofono (1, 4), clarinetto (1)
- Jack Nimitz – sassofono (1, 4), clarinetto (1)
- Jay Migliori – sassofono (5–8), corno (11), flauto (8)
- Carol Lee Miller – autoharp (1, 4)
- Ray Pohlman – basso (9)
- Lyle Ritz – basso (3, 9)
- Bobby Shew – tromba (3)
- Tommy Tedesco – chitarra (12)
- Julius Wechter – percussioni (9), campane (9, 12)
- Maureen L. West – arpa (5)